# Gallagher Knob
Gallagher Knob är en kulle i Antarktis. Den ligger i Östantarktis. Australien gör anspråk på området. Toppen på Gallagher Knob är 1 313 meter över havet.
Terrängen runt Gallagher Knob är platt.  Trakten är obefolkad. Det finns inga samhällen i närheten.